# John Totleben
John Totleben né en 1958 à Érié dans l'état de Pennsylvanie aux États-Unis est un dessinateur et un éditeur américain de bande dessinée.

## Biographie
À partir de 1977, il est étudiant à l'école d'art de Joe Kubert.
En 1983, il encre les dessins de Stephen Bissette sur le comics Saga of the Swamp Thing, scénarisé par Alan Moore.
En 1985, il crée avec Stephen Bissette un comics spécialisé dans l'horreur nommé Taboo.
Après Swamp Thing, il suit, en 1986, Alan Moore et dessine les aventures de Miracleman, publié par Eclipse Comics.

## Prix et récompenses
- 1985 : Prix Kirby de la meilleure série pour Swamp Thing (avec Stephen Bissette et Alan Moore)
- 1985 : Prix Kirby de la meilleure équipe artistique pour Swamp Thing (avec Stephen Bissette)
- 1985 : Prix Kirby du meilleur épisode pour Swamp Thing Annual n°2 (avec Stephen Bissette et Alan Moore)
- 1985 : Prix Kirby de la meilleure couverture pour Swamp Thing n°34 (avec Stephen Bissette)
- 1986 : Prix Kirby de la meilleure série pour Swamp Thing (avec Stephen Bissette et Alan Moore)
- 1987 : Prix Kirby de la meilleure série pour Swamp Thing (avec Stephen Bissette et Alan Moore)